# Parastin
Parastin (kurdisch Parastin ‚Schutz‘; früher Parastin û Zanyarî) ist der Auslandsnachrichtendienst der Autonomen Region Kurdistan.
Vorgängerorganisationen waren die Partei-Nachrichtendienste der Demokratischen Partei Kurdistans, Parastin (kurdisch für „Sicherheit“), und der Patriotischen Union Kurdistans, Zanyari (kurdisch für „Information“).  1968 wurden beide Nachrichtendienste unter der Bezeichnung „Parastin û Zanyarî“ vereint, blieben jedoch zwei separate Organisationen.
2010 wurden beide Organisationen zu einer einzigen staatlichen Behörde restrukturiert und der Name zu Parastin gekürzt.
Des Weiteren gibt es den kurdischen Inlandsgeheimdienst Asayîş.